# 邱传禄
邱传禄（1919年11月—2002年），男，江苏昆山人，中国内科学家，曾任上海医科大学教授、博士生导师，上海医科大学附属华山医院副院长。